# Наз Айдемір
Наз Айдемір (Naz Aydemir Akyol; 14 серпня 1990) — турецька волейболістка, пасуюча. У складі національної збірної ставала переможницею Європейських ігор у Баку і призеркою континентальних першостей. Учасниця двох Олімпіад і чемпіонатів світу. На клубному рівні має перемоги у Лізі чемпіонів ЄКВ, клубних першостях світу і в чемпіонатах Туреччини.

## Клуби
| Роки      | Команди                       |
| --------- | ----------------------------- |
| 2004—2009 | «Еджзаджибаши» (Стамбул)      |
| 2009—2012 | «Фенербахче» (Стамбул)        |
| 2012—2018 | «Вакіфбанк» (Стамбул)         |
| 2019—2022 | «Фенербахче» (Стамбул)        |
| 2022—2023 | «Тюрк Гава Йолларі» (Стамбул) |
| 2023—     | «Еджзаджибаши» (Стамбул)      |

## Досягнення

### Збірна
Ліга націй
- Третє місце (1): 2021

Світовий гран-прі
- Третє місце (1): 2012

Чемпіонат Європи
- Друге місце (1): 2019
- Третє місце (1): 2017

Європейські ігри 
- Перше місце (1): 2015

Ліга Європи
- Друге місце (2): 2009, 2011
- Третє місце (1): 2010

### Клуб
Ліга чемпіонів ЄКВ
- Перше місце (4): 2012 2013, 2017, 2018
- Друге місце (3): 2010, 2014, 2016
- Третє місце (4): 2011, 2015, 2022, 2024

Кубок ЄКВ
- Третє місце (1): 2023

Клубний чемпіонат світу
- Перше місце (4): 2010, 2013, 2017, 2023
- Третє місце (2): 2016, 2021

Чемпіонат Туреччини
- Перше місце (9): 2006, 2007, 2008, 2010, 2011, 2013, 2014, 2016, 2018
- Друге місце (4): 2015, 2021, 2022, 2024
- Третє місце (3): 2005, 2012, 2017

Кубок Туреччини
- Перше місце (5): 2009, 2010, 2013, 2014, 2018
- Друге місце (4): 2015, 2017, 2022, 2024
- Третє місце (2): 2012, 2021

Суперкубок Туреччини
- Перше місце (5): 2009, 2010, 2013, 2014, 2017

## Статистика
Статистика на літніх Олімпійських іграх:
| Рік    | Турнір           | Ігри | Сети | Очки | Ср. | Місце | Примітки |
| ------ | ---------------- | ---- | ---- | ---- | --- | ----- | -------- |
| 2012   | Олімпійські ігри |      |      |      | ,   | 9-10  |          |
| 2020   | Олімпійські ігри |      |      |      | ,   | 5-8   |          |
| Всього | Всього           |      |      |      | ,   |       |          |